# Laçin
Laçin là một huyện thuộc tỉnh Çorum, Thổ Nhĩ Kỳ. Huyện có diện tích 262 km² và dân số thời điểm năm 2007 là 7058 người, mật độ 27 người/km².